# Бутик-отель

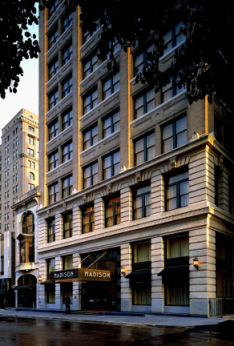
110-комнатный отель «» в Мемфисе, США

Бутик-отель (англ. boutique hotel) — вид отелей, первоначально появившихся в Северной Америке и Великобритании; представляет собой небольшой отель (обычно от 10 до 100 номеров) с уникальным оформлением каждого из номеров. Они могут быть тематическими, например, с акцентом на природу, окружающую среду, кухню, историю, погружение в общество и культуру, или внимательное обслуживание.

## История
Первые гостиницы данной концепции начали появляться в 80-е годы XX века в больших городах США и Великобритании: Лондоне, Нью-Йорке и Сан-Франциско. Их отличие — особая, камерная атмосфера, индивидуальный сервис и необычная стилистика номеров. Термин «бутик-отель» был придуман Стивом Рубеллем в 1984 году для своего отеля «Морган», владельцем которого являлся вместе с Иэном Шрагером. Со временем количество отелей подобного типа увеличилось.

## Описание
Многие бутик-отели оформлены в уникальном тематическом и стилистическом виде. Популярность концепции «бутик-отель» побудила некоторых крупных владельцев гостиничного бизнеса переоборудовать свои отели в бутик-отели.
Бутик-отели находятся в Нью-Йорке (преимущественно на Манхэттене), Майами, Лос-Анджелесе, Лондоне и других городах мира.
В Москве на последних этажах небоскрёба «Триумф-Палас» находится одноимённый бутик-отель, являющийся самой высокой гостиницей в Москве и Европе.
Большим спросом в настоящее время пользуются так называемые бутик-отели «для взрослых», предлагающие аксессуары[уточнить] для приятного времяпрепровождения.